# روبرتو ماتا
روبرتو ماتا (اسپانیایی: Roberto Matta‎; ۱۱ نوامبر ۱۹۱۱ – ۲۳ نوامبر ۲۰۰۲) یکی از بهترین نقاشان اکسپرسیونیست و هنر فراواقع‌گرایی اهل شیلی بود.
وی همچنین برندهٔ جوایزی همچون پرمیوم ایمپریاله شده‌است.